# Marie Bes
Maria Elisabeth (Marie) Stellwag-Bes (Tilburg, 14 januari 1882 – Den Haag, 7 augustus 1938) was een Nederlands scheikundig ingenieur, en gemeenteraadslid in Delft voor de Vrijzinnig Democratische Bond. Ze is bekend als eerste vrouw die in Nederland een ingenieursdiploma verwierf en was een van de eerste drie vrouwelijke gemeenteraadsleden in Delft.

## Levensloop
Bes werd geboren in Tilburg in 1882 als dochter van Klaas Bes, wiskundeleraar aan de hogereburgerschool Tilburg, en Johanna (Stoel) Bes. Na de lagere school was ze in 1894 de eerste vrouwelijke leerling in Tilburg, die werd toegelaten op de hogereburgerschool. In die tijd was daar nog toestemming voor nodig van de minister. In 1899 deed ze met succes eindexamen, en in het daaropvolgende jaar begon ze als eerste vrouwelijke student bij de Polytechische School te Delft op de afdeling Technologie.
Op 27 juli 1904 studeerde Bes aan de Polytechnische School te Delft af in de chemische technologie, en werd daarmee de eerste vrouwelijke gediplomeerd ingenieur in Nederland. Na haar afstuderen werd ze in hetzelfde jaar aangesteld als assistent in de natuurkunde aan de Polytechnische School, die in 1905 verderging als Technische Hogeschool. In 1910 werd ze assistente voor de theoretische en toegepaste natuurkunde, en in 1919 kreeg ze een vaste aanstelling. In 1926 kreeg ze om gezondheidsredenen eervol ontslag.
In de jaren 1910 werd Bes politiek actief bij de Vrijzinnig Democratische Bond. Van hieruit was ze in 1917 met onder anderen Aletta Jacobs medeoprichtster van de landelijke Vrijzinnig Democratische Vrouwenclub, en nam plaats in het centraal bestuur. In 1918 stelde ze zich kandidaat voor de Vrijzinnig Democraten voor de Tweede Kamerverkiezingen van 21 mei dat jaar. In het jaar 1919 was ze lijsttrekker voor de Vrijzinnig Democratische Bond bij de gemeenteraadsverkiezingen in Delft. Ze ontving zo'n twee derde van de totaal 182 op de partij uitgebrachte stemmen, en nam vervolgens zitting in de Delftse gemeenteraad tot maart 1920. Ze werd daar bekend als een fervent alcoholbestrijdster. Nadat ze getrouwd was werd Bes actief bij de Lutherse Gemeente te Delft, waar ze onder andere werkzaam was als onderwijzeres op de zondagsschool.

### Familie
Op 15 juli 1920 huwde Bes met de Evangelisch Luthers predikant Theodoor Gotlieb Stellwag (1888-1935). Het echtpaar woonde in het historische pand op de Oude Delft 253, alwaar de pastorie van de Evangelisch Lutherse Gemeente was gevestigd. Na het overlijden van haar man verhuisde Bes met haar dienstbode naar Den Haag, waar ze op 7 augustus 1938 op 56-jarige leeftijd overleed. Op 10 augustus 1938 werd Bes begraven op begraafplaats Jaffa te Delft.

## Opleiding en werk

### Studente in Delft, 1900-1904
In de tijd dat Bes in Delft begon te studeren, kreeg ze gezelschap van twee andere vrouwelijke voltijdstudenten. In eerdere jaren waren er wel andere vrouwen geweest die enige lessen hadden gevolgd, zoals handtekenen – maar deze drie waren echter de eerste vrouwen die een volledige opleiding volgden. Volgens Van Kasteren (2004) werd daaraan weinig ruchtbaarheid gegeven. Hij stelde:
Een paar maanden na het afstuderen van Marie Bes werd de Delftsche Vrouwelijke Studenten Vereeniging (DVSV) opgericht... Het was de toenmalige koningin Wilhelmina helemaal ontgaan dat er in Delft ook weleens een vrouw studeerde. Toen de Polytechnische School in 1905 de status van Technische Hogeschool kreeg sprak koningin Wilhelmina de hoop uit dat deze bevorderlijk zou zijn „voor het wetenschappelijk onderzoek en de diepe studiën, welke mannen vormen, in ruime mate bijdragend tot den bloei van ons Vaderland op wetenschappelijk en stoffelijk gebied”...

Nog lange tijd daarna was ook het carrièreperspectief voor vrouwen beperkt. Van Kasteren (2004) verklaarde dat 
een carrière als vrouwelijk ingenieur was tot ver in de jaren dertig alleen mogelijk voor ongehuwden. Hoewel ze niet mochten werken, bleven de getrouwde ingenieurs vaak maatschappelijk actief...
 Bes zelf was een uitzondering op de regel. Zelf bleef ze nog zes jaar werkzaam, nadat ze in het huwelijk was getreden.

### Gemeenteraadslid, 1919-1920
Het optreden van Bes in de Delftse gemeenteraad tussen 1919 en 1920 was omstreden. Op 10 januari 1920 werd het vroegtijdige vertrek van Bes uit de Delftse gemeenteraad als volgt beschreven in de plaatselijke christelijke krant De Delvenaar:
Ook Mej. Bes vrijz. dem. maakt aanstalten tot vertrek. Bij haar heeft de echtelijke liefde het gewonnen van de politieke ambitie. Veel heeft zij ook tot dusver niet kunnen praesteren, uitgezonderd dan haar pleidooi voor de finantieele belangen harer sekse-genooten, werkzaam aan de gemeentelijke bewaarscholen, waarmee zij trouwens eene reeds openstaande deur hielp intrappen. Merkwaardig was hare houding tot wederinvoering der kermis en tot verleening van subsidies aan “Kunst aan het Volk” toen zij alleen van links met de rechterzijde medeging. Deze houding heeft haar de toorn der roode broeders op den hals gehaald, doch anderzijds de sympathie van veelen ter rechterzijde doen verwerven. Toch zal het voor de zuiverheid der partij-verhoudingen misschien maar het beste zijn, dat zij voor een meer consequent geestverwant plaats maakt.
Op 19 maart 1920 had Bes bedankt als lid van de gemeenteraad, en de heer A. Dijkshoorn als haar opvolger voogesteld. Een door haar ingediende motie omtrent de beperking van drankgebruik bleef in behandeling, zoals De Delvenaar van 19 maart 1920 meldde:
Deze week vergaderde de raad. Uitvoerig werd gedisscusieerd over de motie Bes betreffende het verbod tot verkoop van alcoholhoudende dranken van des Zaterdagsmorgens 11 uur tot Maandag-ochtend d.a.v. 9 uur. B&W die warm toejuichen de bestrijding van het drankmisbruik meenden echter niet tot de gevraagde ingrijpende maatregelen te moeten overgaan. Bij de stemming staakten de stemmen, zodat in de volgende vergadering een nieuwe stemming dient te geschieden.

De motie werd uiteindelijk na herstemming verworpen, zoals blijkt mede door Bes' opvolger. De Delvenaar van 20 april 1920 meldde 
...De heer Dijkshoorn wees er op dat het voor de politie onmogelijk was controle uit te oefenen op een verordening die den tappers niet zou beletten clandestien te tappen zoveel ze maar wilden.

## Waardering
In Delft is sinds 1988 een straat naar haar vernoemd, de Marie Besstraat. 
In 2017 kreeg ir. Bes een plaats in de Alumni Walk of Fame ter gelegenheid van het 175-jarig bestaan van de TU Delft, omdat ze als eerste vrouw afstudeerde als ingenieur aan de TU Delft.